# P★O★P★S〜Playing Old Popular Songs〜
『P★O★P★S〜Playing Old Popular Songs〜』（ピー・オー・ピー・エス プレイング・オールド・ポピュラー・ソングス）は、2009年10月4日から2019年3月31日までIBC岩手放送で放送されたラジオ番組。

## 概要
2009年9月27日に終了した『洋楽黄金時代〜OYAJI NO YOUGAKU〜』の後継番組。1960年代・1970年代にヒットした洋楽アーティストを毎週一組取り上げ、その魅力に迫る他、週替わりでテーマ別の特集も組まれている。毎月最終日曜はリスナーから寄せられた洋楽リクエスト曲を放送。

## 放送時間の変遷
| 期間          | 期間          | 放送時間（JST）            |
| ------------- | ------------- | -------------------------- |
| 2009年10月4日 | 2013年3月31日 | 日曜 17:05 - 17:55（50分） |
| 2013年4月7日  | 2018年4月1日  | 日曜 18:00 - 18:50（50分） |
| 2018年4月8日  | 2019年3月31日 | 日曜 18:30 - 19:00（30分） |

## 備考
- 2011年3月13日は東日本大震災関連報道特別番組のため休止。翌週3月20日は通常の録音（事前収録）放送を、ラジオ第2スタジオからの生放送に変更して、（番組の題名は通常のまま）震災関連特番とした。